# 王功福海宮龍泉井
23°57′13″N 120°20′04″E / 23.953651°N 120.334316°E
王功福海宮龍泉井，位於臺灣彰化縣芳苑鄉王功福海宮右前方，有「楊本縣敗地理」的風水傳說。

## 民間故事
王功福海宮附近地形的溪水出海口呈現三叉，狀似往海游去的龍蝦，故王功福海宮風水稱為「龍蝦穴」。相傳嘉慶十七年（1812年），縣令楊桂森見此地海盜猖獗，便建立王功福海宮，以破海盜的風水。為達成平衡陰陽兩氣，他下令在廟前右前方挖井。當地臨海，唯獨該井水質甘甜無鹹味，遂被稱為「龍泉井」。民間故事中，楊桂森刻意讓廟用紅瓦、又用像是龍蝦兩根鬚的紅色旗桿，以作死龍蝦的形象。傳說破壞風水後，王功此地就不再聚集海盜。一說王功人因風水敗去，就不感謝楊桂森。
另一版本的風水傳說是楊桂森為了讓當地富有，而改善風水與挖掘龍泉井。道光年間，鹿港淤積，就被南方的王功港所取代，貨物會從此地接駁北上到鹿港。王功便在道光時期逐漸形成以福建林姓移民為主的村莊。王功福海宮也在道光年間建成完工。

## 現代歷史
2001年9月2日上午，民視電視台戲劇《台灣奇案》單元劇「楊桂森排地理」在此開鏡，由中央選委會主委黃石城主祭、副縣長卓伯源、立法委員游月霞、林重謨、地方人士、主要演員、數百名鄉民均到場。

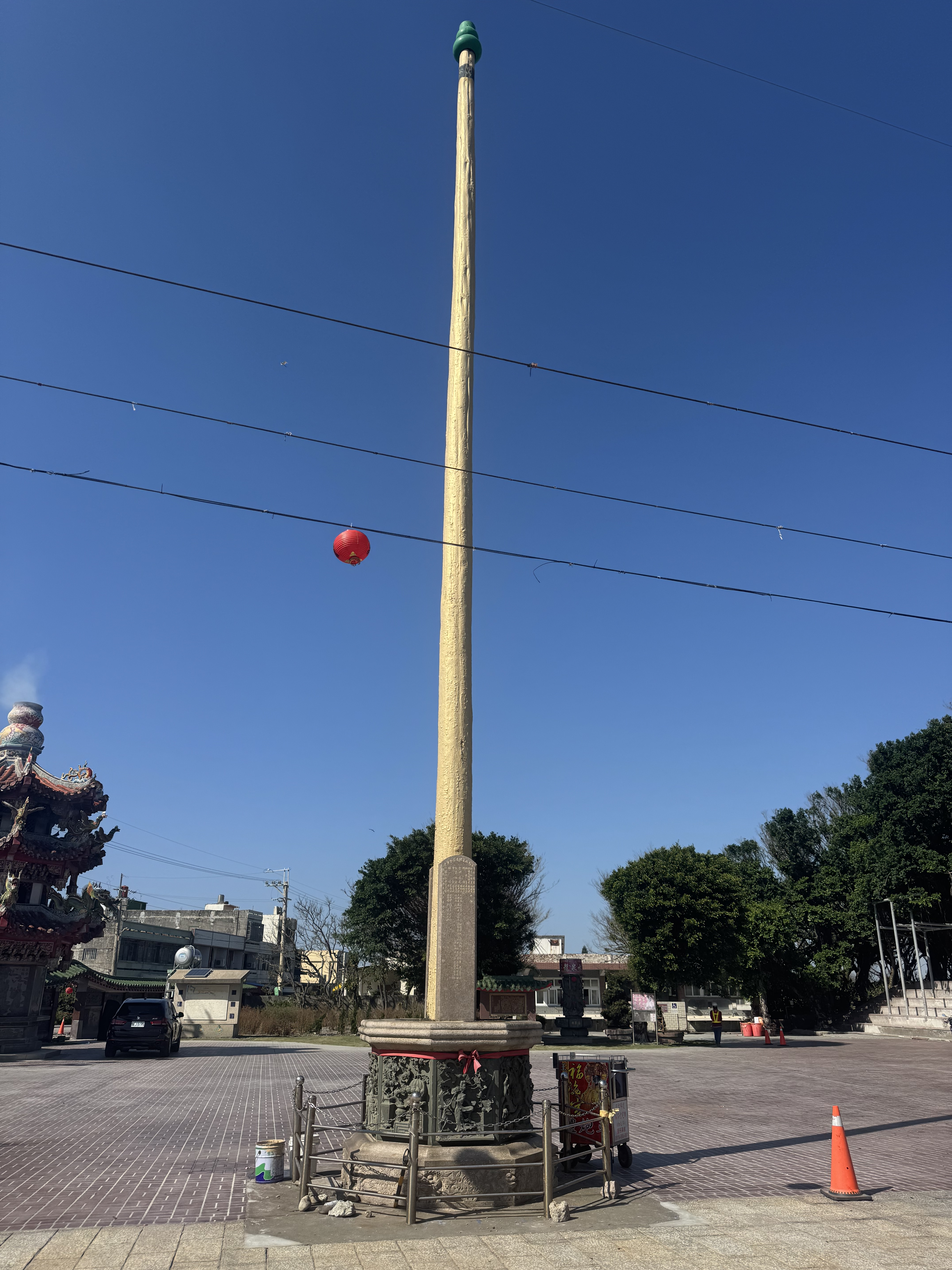
王功福海宮金色旗桿與龍泉井

SARS期間，因相傳王功福海宮的龍泉井可抗病，吸引眾人前來取水，此井的名氣逐漸打開。廟方為此加裝飲水過濾系統，並安排一年四次的水質檢驗。2005年，在井上興建由蘇永良設計的龍神雕像。